# Junak 350
La Junak 350 è una motocicletta prodotta dall'azienda polacca SFM (acronimo di Szczecinska Fabryke Motocykli), meglio conosciuta come Junak, dal 1956 al 1965.

## Il contesto
Nel 1951 il governo polacco decise di avviare la produzione di motociclette prioritariamente destinate alle forze di polizia e militari. In quegli anni, il comparto produttivo motociclistico, fortemente danneggiato dagli eventi bellici, era ridotto ad un pugno di piccole aziende come la WFM, la SHL, la Komar, la WSK e la SFM. Quest'ultima, con sede a Stettino, venne scelta per la realizzazione della moto, da fabbricarsi secondo i parametri generali forniti dal RWPG (acronimo di Rada Wzajemnej Pomocy Gospodarczej ovvero Consiglio di mutua assistenza economica), allo scopo di rendere la produzione complementare a quella sovietica.

## La progettazione
La tipologia del propulsore venne fortemente ispirata alla scuola anglosassone, ovvero un classico monocilindrico verticale a corsa lunga e valvole in testa, comandate da aste e bilancieri. La differenza sostanziale, consiste nell'adozione del cambio in blocco e non separato come sulle Norton o Royal Enfield.
I lavori, iniziati nel 1952, giunsero a conclusione nel 1954, con i primi test dei prototipi "M 07" che si rivelarono deludenti, a causa di problemi elettrici, forti vibrazioni e diffusi trafilaggi d'olio.
Nel 1956 si arrivò alla costruzione dei primi 30 esemplari preserie e, nell'anno successivo, iniziò la produzione vera e propria del modello Junak M 07.

## La "M 07"
Sostenuta da un robusto telaio in tubi d'acciaio a doppia culla, la ciclistica era dotata di forcella telescopica all'avantreno e forcellone oscillante posteriore, con ammortizzatori teleidraulici.
Il motore che vanta il cilindro in ghisa ed il blocco in lega leggera, con frizione multidisco in bagno d'olio, raggiunge una potenza di 17 CV e consente la velocità massima di 115 km/h, con consumi medi contenuti.
Un tempo soddisfatte le esigenze militari, la Junak 350 venne messa in vendita al pubblico, ottenendo un discreto apprezzamento nell'ambito nazionale.
Nel 1958 furono allestite, in serie limitata, anche la versione da regolatità Junak M 07 R e la versione da cross Junak M 07 R, con potenza aumentata a 22 CV. Schierate in varie competizioni, compresa la Sei giorni internazionale di regolarità, colsero numerosi successi.
Il modello "M 07" rimase in produzione fino al 1960, allorché venne presentata la Junak M 10.

## La "M 10"

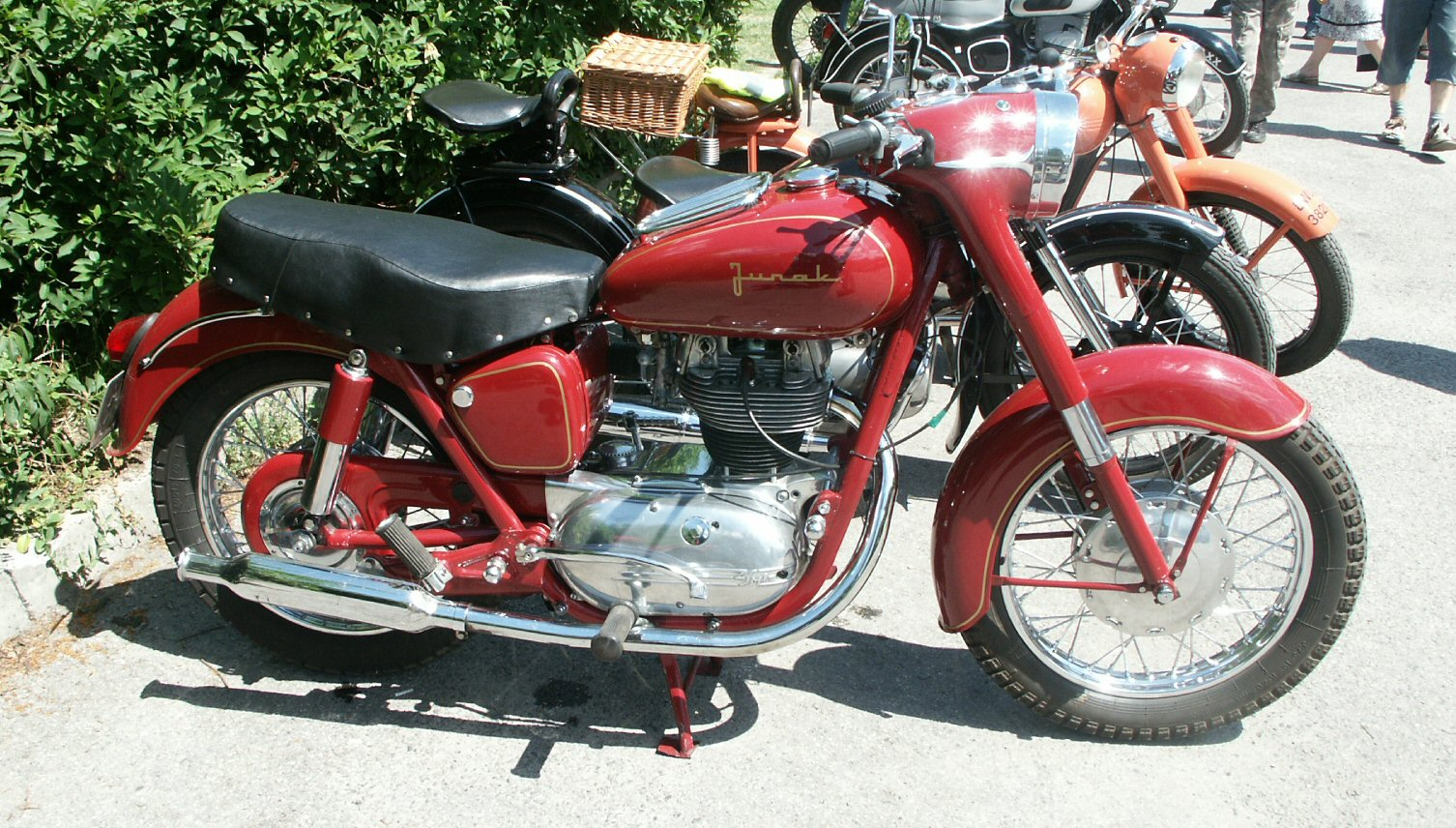
La SFM Junak 350 M 10 del 1960

Le migliorie al nuovo modello furono pensate, soprattutto, per raggiungere un'accettabile affidabilità meccanica, anche allo scopo di tentare l'esportazione del prodotto nei paesi occidentali.
Pur mantenendo invariata la potenza, il propulsore beneficiò di un considerevole aumento della coppia che consentì una riduzione del rapporto finale. La velocità massima aumentò a 125 km/h, a fronte di un lieve peggioramento dei tempi di accelerazione e dei consumi. L'adozione del freno anteriore a tamburo centrale, al posto dell'obsoleto laterale, diminuì considerevolmente gli spazi di frenata. Successivamente venne adottato il tamburo centrale anche per il freno posteriore.
Anche per il nuovo modello "M 10" vennero allestite le versioni Regolarità e Cross che, tuttavia, conservarono la primigenia denominazione "M 07".

## Ulteriori sviluppi
Il propulsore della Junak 350 venne utilizzato anche per motorizzare i motocarri "B-20" e "B-21", oltre alle microvetture  Smyk e Gryfia.